# Eunice Barber
Eunice Barber, född 17 november 1974 i Freetown, Sierra Leone, är en före detta friidrottare. Barber tävlade för Sierra Leone fram till 1999, men därefter för Frankrike. Hon vann sammanlagt fem VM-medaljer i sjukamp och längdhopp, varav två guld.

## Debut
Barber deltog i 1992 års olympiska spel i Barcelona i sjukampen och på 100 m häck. Hon deltog också i sjukamp under VM i Stuttgart 1993 där hon bröt.

## Genombrottet
Under VM i Göteborg 1995 satte Barber personbästa i sex av sju grenar i sjukampen och kom på fjärde plats. Året efter slutade hon som femma i sjukampen i 1996 års olympiska spel i Atlanta där hon också tävlade i längdhopp men inte kvalificerade sig för finalen.

## Dueller med Denise Lewis
På grund av skador kunde inte Barber tävla 1997-1998. I februari 1999 blev hon fransk medborgare (hon hade tränat och bott i Frankrike sedan 1992). Under VM i Sevilla 1999 slog hon Denise Lewis i sjukampen med 137 poäng och satte nytt personbästa med 6861 p. Den dåvarande olympiske mästaren Ghada Shouaa kom på tredje plats. Under 2000 var Barbers bästa resultat 6842 p. Under de olympiska spelen i Sydney samma år tvingades Barber att bryta på grund av skada efter fem grenar i sjukampen, Denise Lewis vann.

## Dueller med Carolina Klüft
VM i Paris 2003: Carolina Klüft vann sin första VM-titel, på Barbers hemmaplan inför Barbers fans. Klüft fick 7001 poäng och Barber 6755. Barber kom tillbaka genom att vinna längdhoppet senare i samma mästerskap.
VM i Helsingfors 2005: Barber och Klüft slogs igen om guldmedaljen. Klüft vann igen med 6887 p och Barber tog silver med 6824 p. Barber misslyckades med att försvara sitt guld i längdhoppet men tog brons.
EM i Göteborg 2006: Barber hoppades på revansch på Klüft inför hennes hemmapublik men tvingades att dra sig ur på grund av skada.
VM i Osaka 2007: Barber valde att avstå sjukampen på grund av skador för att koncentrera sig på längdhoppet där hon slutade åtta.